# 노자와 요스케
노자와 요스케(일본어: 野澤 洋輔, 1979년 11월 9일 ~ )는 일본의 전 축구 선수이다.

## 구단 경력
과거 시미즈 에스펄스, 알비렉스 니가타, 쇼난 벨마레, 마쓰모토 야마가 FC에서 활동하였다.